# Tillandsia itaubensis
Tillandsia itaubensis är en gräsväxtart som beskrevs av Strehl. Tillandsia itaubensis ingår i släktet Tillandsia och familjen Bromeliaceae. Inga underarter finns listade i Catalogue of Life.